# Victoria Cabello
Victoria Ellen Cabello (Londra, 12 marzo 1975) è una conduttrice televisiva italiana con cittadinanza britannica.

## Biografia
Nata a Londra da padre italiano originario di Chiesa in Valmalenco e da madre britannica. Cresciuta a Valsolda, in provincia di Como, ha una sorella minore. Ha frequentato alcuni corsi di recitazione presso il CTA di Milano, città dove si è trasferita all'età di 20 anni.

### Gli esordi
Al 1995 risale il suo debutto nel cinema: è comparsa nel film Ragazzi della notte, di e con Jerry Calà. Esordisce in televisione nel 1996 come conduttrice nel programma Hit Hit in onda su TMC 2/Videomusic e l'anno successivo conduce il programma Orascienza improntato sulla divulgazione scientifica ed in onda sulla tv pubblica svizzera di lingua italiana TSI. La notorietà arriva nel 1997, quando diventa vj di MTV Italia, diventando una delle conduttrici storiche dell'emittente televisiva musicale.
Durante la stagione televisiva 1997/1998 conduce vari programmi come MTV Select (in diretta da Londra), Hitlist Italia e Hit non stop. Successivamente, tra il 1998 e il 2002, conduce altri programmi di MTV Italia come Cinematic, Week in Rock, nell'ambito dei quali intervista diversi personaggi del mondo cinematografico e musicale, poi è alla guida di altre trasmissioni, come MTV On the beach, E.T. Entertainment Today, Cercasi Vj e partecipa a varie edizioni di MTV Day.
Inoltre è inviata speciale per MTV Italia alle varie edizioni degli MTV Europe Music Awards, dove intervista i personaggi famosi sul red carpet, ed è inviata speciale anche per l'edizione del 2000 degli MTV Video Music Awards da New York e degli MTV Movie Awards da Los Angeles. Parallelamente all'attività televisiva, conduce un programma di cronaca mondana, Victoria's Secrets, su Radio Deejay, che prende in giro la nota casa di intimo Victoria's Secret.

### L'affermazione
Dal 2002 al 2007, diventa inviata del programma televisivo Le Iene, in onda su Italia 1, dove si occupa di interviste a diversi personaggi famosi come Woody Allen e George Clooney. Nel 2004 prende parte alla mini serie televisiva di Canale 5 Cuore contro cuore, nel ruolo della contabile Alice. Dal 2005 al 2008 torna a lavorare a MTV Italia, che le affida la conduzione del talk show Very Victoria, talk-show in stile David Letterman, in cui mette in mostra il suo carattere ironico e disinvolto e le sue qualità di intervistatrice che le permettono di venire a contatto con ospiti importanti della televisione e dello spettacolo italiano.
Nel 2006 conduce, insieme a Giorgio Panariello, il Festival di Sanremo, dove si rende protagonista, fra le altre cose, di interviste ad ospiti internazionali quali John Travolta e Orlando Bloom. Nel 2008 fa parte del cast del film Il cosmo sul comò di Marcello Cesena con Aldo, Giovanni e Giacomo, in cui interpreta il quadro della Dama con l'ermellino. Dal 2008 è protagonista dello spot televisivo Crodino come "moglie del gorilla" (appare anche nella sitcom pubblicata su Facebook dal 15 novembre 2010).
Nel corso della sua carriera, soprattutto per gli esordi, ha partecipato a diverse altre campagne pubblicitarie, come quelle per Dufour, Aspro C500, Pantene, Swatch, Ferrero e Renault modus. Nel 2009 e nel 2010 conduce il talk show Victor Victoria - Niente è come sembra su LA7. Da settembre 2011 a maggio 2013 conduce lo storico programma domenicale di Rai 2 Quelli che il calcio (dal 2012 Quelli che), firmando un contratto di esclusiva biennale con la Rai e succedendo a Simona Ventura, passata a Sky. Nella conduzione viene affiancata dal Trio Medusa, che già conosceva dai tempi delle Iene. Sempre nel 2012 fa un cameo nel ruolo di se stessa nel film Come non detto di Ivan Silvestrini e riceve il Premio Flaiano per la Conduzione Televisiva.

### X Factore il periodo di pausa
Dal 18 settembre all'11 dicembre 2014 è giudice dell'ottava edizione di X Factor, insieme a Morgan, Mika e Fedez, prendendo ancora una volta il posto della Ventura. Le vengono assegnate le Under Donne, e la sua finalista, Ilaria Rastrelli, arriva al terzo posto. Dopo questa breve esperienza nel talent show di Sky Uno, si allontana dalle scene pubbliche per un periodo sabbatico e per motivi di salute.

### Il ritorno in televisione
Nel 2017 torna in televisione: il 3 maggio presenta sul canale VH1 Introducing Fabri Fibra with Victoria Cabello, intervista speciale al rapper Fabri Fibra in occasione dell'uscita del suo nono album Fenomeno, e in autunno conduce su DeA Junior Aspettando Monchhichi, striscia quotidiana di anteprima del cartone animato Monchicchi, di cui interpreta anche la sigla di apertura. Il 22 marzo 2019 presenta assieme a Diletta Leotta e ai conduttori cinesi Wang Han e Qian Feng Scoprire la Cina - Galà dell'amicizia italo-cinese, trasmesso in Italia da Mediaset Extra e Rai 5 e in Cina da Hunan Television.
Nella primavera del 2022 partecipa come concorrente in coppia con l’amico Paride Vitale alla nona edizione di Pechino Express, in onda su Sky Uno; la coppia dei Pazzeschi arriva in finale e vince il programma. Nello stesso anno è tra i protagonisti di Dungeons & Deejay, podcast di Radio Deejay dedicato a Dungeons & Dragons. Durante gli Sky Upfronts, viene annunciato che la Cabello e Vitale condurranno un nuovo programma per il gruppo di Comcast, Viaggi pazzeschi; il format non è andato in onda su Sky Uno, come inizialmente previsto, ma su TV8, per una stagione.

## Vita privata
Ha avuto una relazione con l'artista Maurizio Cattelan. In un'intervista nel 2014 ha raccontato di avere perso il suo primo fidanzato Guidino Abbate, figlio del pilota e costruttore motonautico Bruno, a 19 anni in un incidente stradale e di avere perciò passato un periodo difficile. In un'intervista del novembre 2017, ha rivelato di essere stata affetta dalla malattia di Lyme, giustificando così i suoi tre anni di assenza dalla televisione.

## Filmografia

### Attrice

#### Cinema
- Ragazzi della notte, regia di Jerry Calà (1995)
- Il cosmo sul comò, regia di Marcello Cesena (2008)
- Come non detto, regia di Ivan Silvestrini (2012)

#### Televisione
- Cuore contro cuore – serie TV (2004)
- Viaggi Pazzeschi – serie TV (2023)

#### Webserie
- A un pelo dalla Victoria (2010)

### Doppiatrice
- Drawn Together (2004) – Toot Braustein (stagione 1)
- Rio (2011) – voce di Gioiel

### Produttrice
- Border, regia di Alessio Cremonini – documentario (2013)

## Programmi televisivi
- Hit Hit (TMC 2/Videomusic, 1996-1997)
- Orascienza (TSI, 1997)
- MTV Select (MTV, 1997-1998)
- Hit List Italia (MTV, 1997-1998)
- Hit non stop (MTV, 1997-1998)
- MTV On the beach (MTV, 1998)
- MTV Day (MTV, 1998-2008)
- Cinematic (MTV, 1998-2001)
- Week in Rock (MTV, 1998-2001)
- MTV Europe Music Awards (MTV, 1998) Inviata
- Cercasi VJ (MTV, 1999)
- Disco 2000 (MTV, 1999-2000)
- MTV Video Music Awards (MTV, 2000) Inviata
- MTV Movie Awards (MTV, 2000) Inviata
- World Pride Roma 2000 (MTV, 2000) Inviata
- Luce: Elisa Special (MTV, 2001)
- E.T. Entertainment Tonight (MTV, 2002)
- Le Iene (Italia 1, 2002-2007)
- Milano Rockin’ Fashion (Italia 1, 2004)
- Isle of MTV (MTV, 2005)
- Very Victoria (MTV, 2005-2008)
- Festival di Sanremo (Rai 1, 2006)
- Victor Victoria - Niente è come sembra (LA7, 2009-2010)
- Quelli che il calcio (Rai 2, 2011-2013)
- X Factor (Sky Uno, 2014) Giudice
- Introducing Fabri Fibra with Victoria Cabello (VH1, 2017)
- Aspettando Monchhichi (DeA Junior, 2017)
- Scoprire la Cina - Gala dell'amicizia Italo-cinese  (Mediaset Extra, Rai 5, Hunan Television, 2019)
- Pechino Express - La rotta dei sultani (Sky Uno, TV8, 2022) Concorrente,  Vincitrice
- Alessandro Borghese - Celebrity Chef (TV8, 2022) - concorrente
- Victoria Cabello - Viaggi pazzeschi (TV8, 2023)

## Radio
- Victoria's Secret (Radio Deejay)
- Dungeons & Deejay - podcast (deejay.it, Spotify, Apple Podcast, Amazon Music, 2022-2023)